# Arena 2000
El Arena 2000 (ruso: Универсальный Культурно-Спортивный Комплекс Арена-2000) es una arena en Yaroslavl, Rusia. Se inauguró en 2001 y tiene capacidad para aproximadamente 9.000 personas. Se usa principalmente para hockey sobre hielo y es el estadio del Lokomotiv Yaroslavl. También se usa para conciertos, exhibiciones y como pista de patinaje. 
El primer partido en la arena tuvo lugar el 12 de octubre de 2001, con el Lokomotiv Yaroslavl ganando 3:1 sobre el HC Lada Togliatti. Desde entonces, ha hospedado multitud de eventos, como los conciertos de Deep Purple, Scorpions, Smokie o Patricia Kaas.
Organizó el Campeonato de hockey sobre hielo sub-18 de 2003.